# Everton Stadium
L'Everton Stadium, appelé Hill Dickinson Stadium par contrat de naming avec Hill Dickinson (en) pour des raisons de sponsoring, est un stade de football situé sur le Bramley-Moore Dock (en) à Liverpool en Angleterre, qui deviendra le terrain d'attache de l'Everton FC à partir de la saison 2025-2026, remplaçant le Goodison Park.
Bramley-Moore est un ancien quai commercial et il est prévu que le nouveau stade devienne le cœur d'un nouveau développement à usage mixte dans la zone comprenant des magasins, des logements, une salle de sport et d'autres sites. Le stade accueillera également l'Euro 2028.

## Planification
Everton a joué pour la première fois au Goodison Park en 1892 et il a été progressivement mis à jour depuis sa construction, le développement majeur le plus récent étant l'ouverture d'une nouvelle tribune en août 1994, ce qui lui a donné une capacité toutes places de plus de 39 000, mais est finalement contraint par ses méthodes de construction et son emplacement. En 2007, Keith Wyness, alors PDG, a révélé que le club avait dépensé 500 000 £ en réparations simplement pour maintenir la charpente métallique du terrain aux normes, et qu'il y avait une forte possibilité que d'ici dix ans, il ne réussisse pas les inspections de sécurité. Le Rapport Taylor de 1990 exigeait que tous les stades de la Ligue de football de Grande-Bretagne soient dotés de places réservées à toutes les places, ce qui a considérablement réduit la capacité de Goodison Park, qui avait culminé à plus de 78 000 places, à un peu plus de 39 000 places, puis à sa capacité actuelle. capacité de 39 414 personnes. Ce chiffre est à la traîne par rapport à Anfield, qui prévoit d'étendre sa capacité à 62 000 places, mais sa capacité est toujours bien inférieure à celle d'Old Trafford et d'autres stades.
La possibilité d'un déménagement dans un nouveau stade a été mentionnée pour la première fois vers 1996, lorsque le président de l'époque Peter Johnson a annoncé son intention de déplacer Everton de Goodison Park vers un nouveau stade de 60 000 places sur un site différent. En 2001, un site à King's Dock avait été identifié comme emplacement pour un nouveau stade de 55 000 places, dont l'achèvement était prévu vers 2005, mais ces plans ont été abandonnés en raison de difficultés de financement.
Everton a entamé des négociations avec le Knowsley Council et Tesco en juin 2006 sur la possibilité de construire un nouveau stade de 55 000 places, extensible à plus de 60 000, à Kirkby. Le plan est devenu connu sous le nom de Projet Kirkby (en). Le club a pris la décision inhabituelle de donner à ses supporters leur mot à dire sur l'avenir du club en organisant un vote sur la proposition avec des résultats favorables, 59 % contre 41 %. Les opposants au plan comprenaient d'autres conseils locaux préoccupés par les effets de la construction d'un grand magasin Tesco dans le cadre du développement et un groupe de supporters exigeant qu'Everton reste dans les limites de la ville de Liverpool. À la suite d'une enquête publique sur le projet, le gouvernement central a rejeté la proposition. Les politiciens locaux et régionaux ont tenté d'élaborer un plan de sauvetage modifié avec le conseil municipal de Liverpool convoquant une réunion avec l'Everton F.C. Le plan était d'évaluer certains sites appropriés présélectionnés dans les limites de la ville,. Cependant, le plan modifié n’a pas non plus été couronné de succès.
Everton a enquêté sur la possibilité de cofinancer le stade de Stanley Park du Liverpool FC, un plan proposé pour un stade dont l'ouverture était prévue en 2006, mais le plan a été annulé en 2012 après que les nouveaux propriétaires aient favorisé l'agrandissement d'Anfield. Cette idée a été démentie par l'ancien copropriétaire de Liverpool Tom Hicks. Il y avait à l'époque des spéculations sur un projet de stade commun entre les deux clubs mais malgré ces rumeurs, Liverpool affirmait qu'un accord de partage du terrain n'était jamais à l'ordre du jour.
La réunion du comité spécial de régénération et de transport du conseil municipal de Liverpool du 10 février 2011 a présenté une proposition visant à ouvrir la Ligne Bootle Branch en utilisant le Liverpool Football Club et l'Everton Football Club comme priorités, en tant que catalyseurs économiques du projet. Cette proposition placerait les deux clubs de football sur une ligne de transport en commun rapide Merseyrail qui ferait le tour de la ville et faciliterait l'accès aux transports. En septembre 2014, le club, en collaboration avec le Conseil municipal de Liverpool et Maisons mutuelles de Liverpool, a présenté les plans initiaux de construction d'un nouveau stade à Walton Hall Park. Cependant, ces projets ont ensuite été abandonnés en mai 2016 avec la perspective d'identifier deux nouveaux sites pour le club. Lors de l'assemblée générale annuelle de janvier 2017, le président, Bill Kenwright, a révélé que Bramley-Moore Dock était le site privilégié pour le nouveau stade, avec une nouvelle gare et une nouvelle route financées par le conseil municipal. Cela dépendait de la création d'un Fonds commun de créances avec le conseil de Liverpool, qui agirait en tant que garant des centaines de millions de prêts commerciaux que le club prévoyait d'utiliser pour financer la construction.
Le choix du site de Bramley-Moore Dock a été approuvé lors d'un exercice de consultation publique mené en 2018, mais a été vivement critiqué par l'UNESCO, qui a ensuite retiré Liverpool de sa liste de Sites du patrimoine mondial. L'architecte Dan Meis a été chargé de concevoir un nouveau stade pour Everton, suivie d'une deuxième étape de consultation, appelée Le Projet du Peuple.
En novembre 2017, le club a conclu un bail avec Peel Holdings d'une durée de 200 ans et a révélé en 2018 ses plans pour un stade de 52 000 places, qui pourrait être étendu à 62 000 places à l'avenir, si la demande le permet.

## Financement
Le 23 mars 2017, il a été annoncé qu'un accord avait été conclu entre le Conseil municipal de Liverpool, Everton FC et Peel Holdings pour acquérir le quai d'un nouveau stade de football.
Le 31 mars 2017, le conseil municipal de Liverpool a voté en faveur de la création d'une société de Fonds commun de créances. Il a été proposé à l'entreprise d'assurer les fonds du stade. Les prêteurs acquerraient un bail principal de 200 ans sur le terrain auprès de Peel, les propriétaires fonciers, et loueraient le stade au SPV, qui sous-louerait à son tour à Everton pour 40 ans,.
Le modèle de financement actuel est désormais proposé au conseil municipal de Liverpool (révélé lors de l'AGA d'Everton le 9 janvier 2018) serait un arrangement qui verrait le conseil emprunter 280 millions de livres sterling à des taux d'intérêt ultra-bas auprès du gouvernement, puis transmettre ce prêt au club avec un bénéfice pour la ville d'environ 7 millions de livres sterling par an sur 25 ans,. Les coûts du nouveau stade s'élèvent désormais à environ 500 millions de livres sterling, cela signifierait que le club aurait encore besoin de trouver les 220 millions de livres sterling restants. En juin 2018, le financement du conseil n'était toujours pas en place et des doutes ont été soulevés par le maire Anderson quant à savoir si ce modèle de financement serait accepté.
En juillet 2019, il a été signalé que le club disposait d'options pour financer le développement auprès des secteurs privé et public, ce qui pourrait inclure la vente des droits de dénomination à un sponsor.
En janvier 2020, il a été annoncé qu'Everton avait conclu un accord de dénomination d'une valeur de 30 millions de livres sterling avec USM qui sponsorise déjà le centre d'entraînement d'Everton, Finch Farm (en).
Le club a en outre annoncé qu'il ferait appel aux grandes banques internationales JP Morgan et MUFG pour aider à sécuriser le financement du nouveau stade.
En mars 2022, Everton a annoncé qu'il ne recevrait plus de prêt du conseil municipal de Liverpool et qu'il avait acquis un financement alternatif.

## Fonctionnalités proposées
Le nouveau stade proposé par Everton est un modèle en cuvette d'une capacité proposée de 52 888 personnes et construit en acier et en verre, le quai existant étant rempli de sable récupéré de la Mersey.
Semblable au Tottenham Hotspur Stadium, il est prévu qu'il y ait une tribune de 13 000 places qui serait inspirée du « Mur jaune » au Westfalenstadion, le stade du Borussia Dortmund.
Le stade proposera une expérience nommée "ALL", conçue pour offrir un large choix d'espaces sociaux allant des pubs et bars et restaurants de style rue jusqu'aux expériences personnelles et gastronomiques.

## Construction

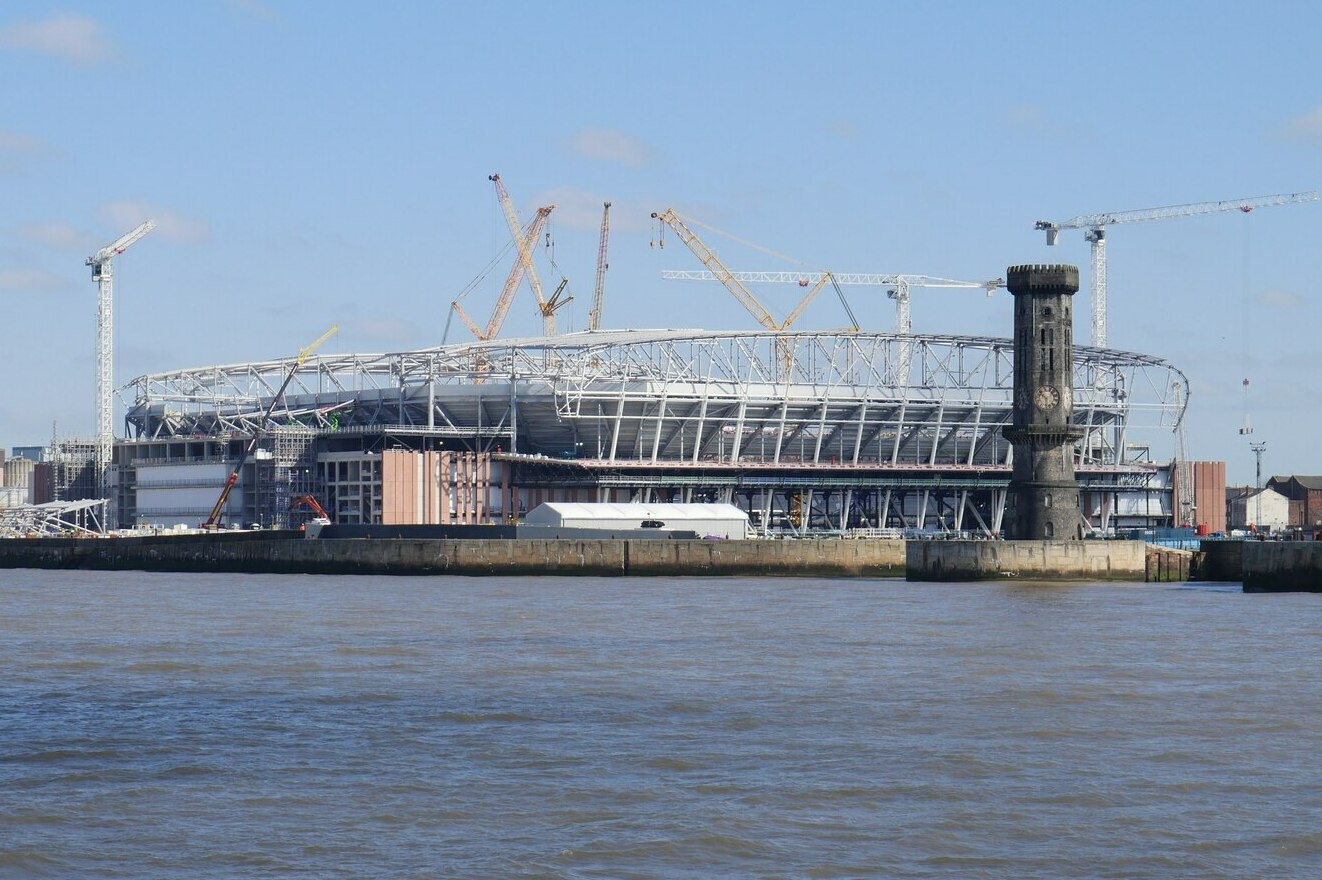
Stade d'Everton en construction en avril 2023 avec la tour Victoria à droite.

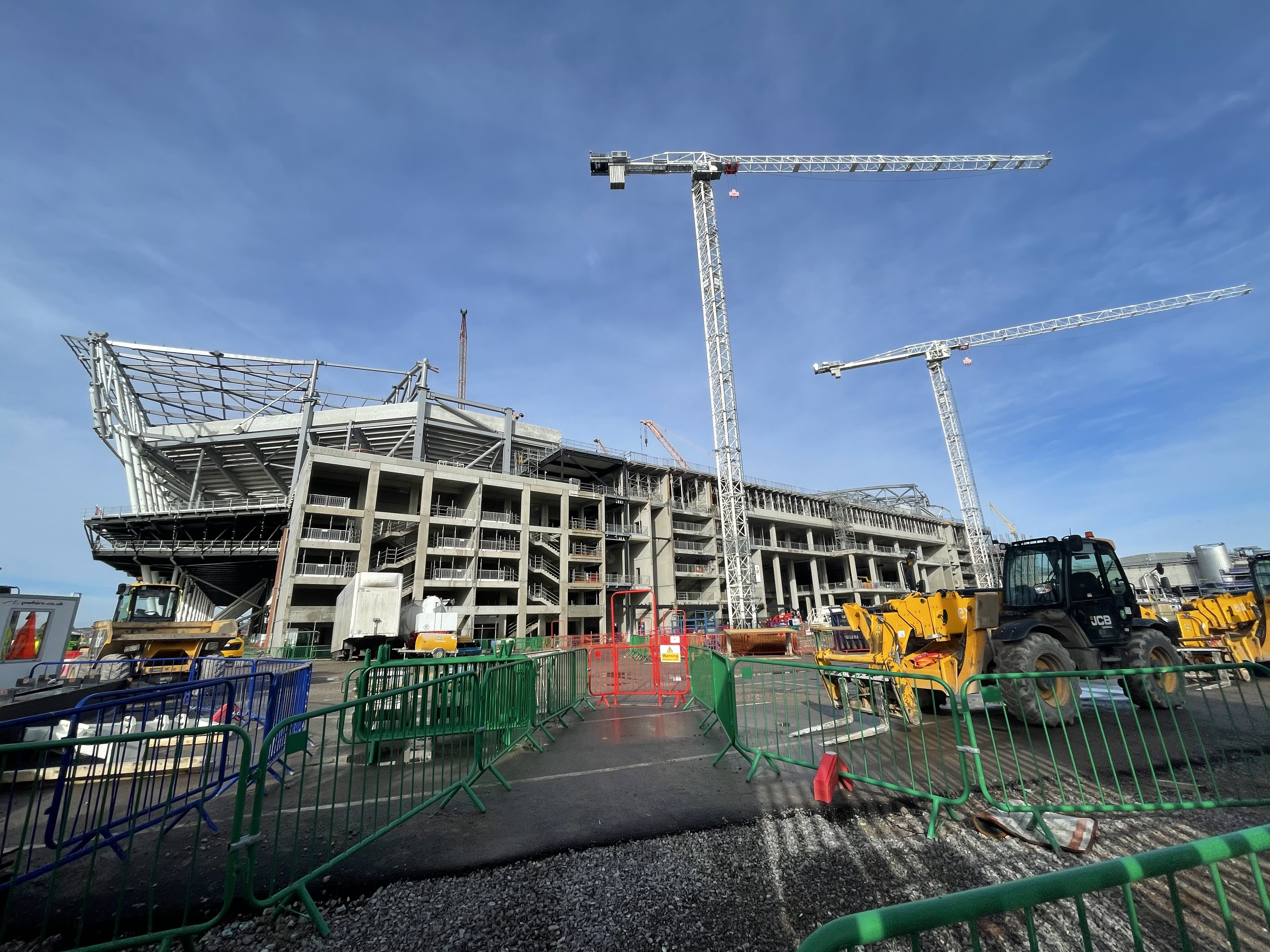
les travaux en avril 2023

La construction par l'entrepreneur principal Laing O'Rourke a commencé en juillet 2021. Début 2022, les structures non classées ont été démolies, les biens patrimoniaux ont été retirés et préservés, le bassin du quai a été réparé et comblé, les fondations ont été posées et les structures en béton des quatre coins du nouveau stade ont commencé. La superstructure du stade a été assemblée à l'aide de techniques de méthodes modernes de construction, avec toute la charpente en acier et le béton préfabriqué fabriqués à l'avance, hors site, dans des conditions d'usine avant d'arriver sur site dans un délai préalable. -Ordre déterminé et assemblé à l'aide d'une modélisation 3D. En août 2023, les travaux ont été temporairement interrompus après un accident mortel sur place ; Michael Jones, un fan de longue date d'Everton originaire de Kirkby, qui travaillait pour un sous-traitant, a été grièvement blessé à la tête et a ensuite été déclaré mort à l'Aintree University Hospital. Le stade a été déclaré structurellement terminé après l'installation du dernier panneau de terrasse en béton en février 2024. En mars 2024, Alucraft Systems, un sous-traitant fournissant des panneaux de revêtement pour l'extérieur du stade, a été placé sous administration judiciaire.

## Perte du statut de patrimoine mondial de l'UNESCO de la ville marchande maritime de Liverpool
Bramley-Moore Dock se trouvait dans la ville marchande maritime de Liverpool, site du patrimoine mondial de l'UNESCO, et possède un certain nombre d'actifs patrimoniaux en danger ou en mauvais état, qu'Everton F.C. indiqué sera réparé et entretenu.
Malgré cela, en 2021, l'UNESCO a recommandé que la ville perde son statut, le développement de Bramley-Moore Dock étant l'une des raisons, ainsi que le développement de longue date du front de mer et le projet plus large de Liverpool Waters. L'organisme du patrimoine a déclaré que le stade "aurait un impact négatif majeur totalement inacceptable sur l'authenticité, l'intégrité et la valeur universelle exceptionnelle du site du patrimoine mondial". La révocation du statut de site du patrimoine mondial a été confirmée en juillet 2021.